# Цердулатиниб
Цердулатиниб (PRT062070, PRT2070, DMVT-502) — низкомолекулярный ингибитор тирозинкиназ SYK/JAK, пероральный препарат, разрабатываемый для терапии онкогематологических заболеваний. Цердулатиниб — мультикиназный ингибитор, обладающий наиболее высокой специфичностью к киназам TYK2, JAK1, JAK2, JAK3, FMS и SYK.

## История
Препарат разработан специалистами фармацевтической компании Portola pharmaceuticals. Предварительные результаты клинического исследования I и II фазы показали активность цердулатиниба у пациентов с ХЛЛ и ФЛ. При этом активности в отношении ДВККЛ и мантийноклеточной лимфомы зафиксировано не было. В сентябре 2018 г FDA предоставило цердулатинибу статус орфанного препарата для терапии Т-клеточных лимфом.